# هارحوما

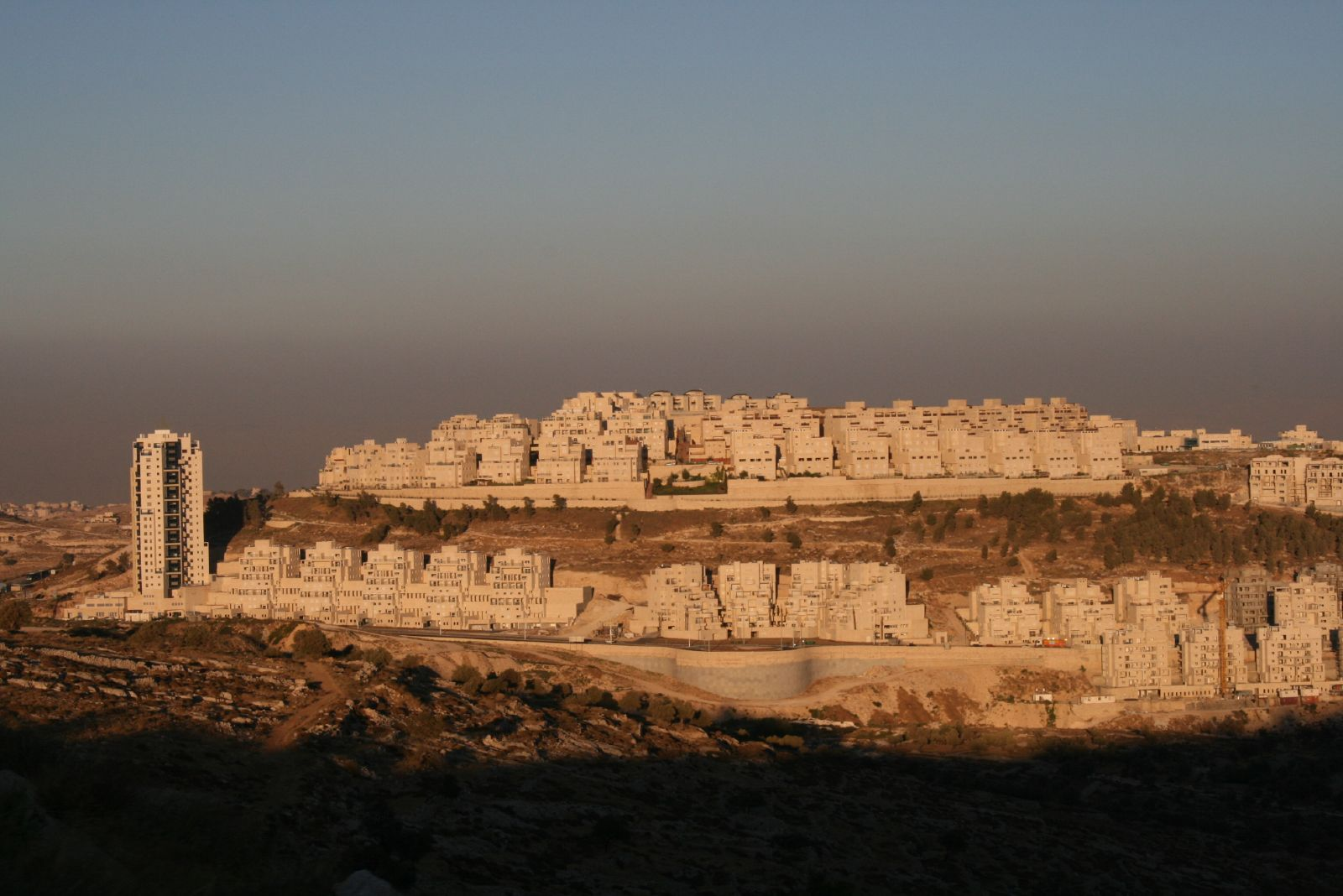
منظر عام للمستوطنة عام 2007

مستوطنة هارحوما هي مستوطنة إسرائيلية في أراضي الضفة الغربية تقع شمال مدينة بيت لحم على جبل أبو غنيم، وتسمى أيضا مستوطنة أبو غنيم أو مستوطنة جبل أبو غنيم .
في وسط التسعينات قامت إسرائيل بالبدء بإنشاء المستوطنة وسط معارضة فلسطينية شعبية واسعة، وسعي فلسطيني عبر محاكم الاحتلال ودعوات لتدخل جهات دولية، وفي عام 2013،بلغ عدد سكانها 25000 نسمة.